# Desbrocksriedegraben (Langenhagen)
Desbrocksriedegraben oder Desbrocksriede-Graben lautet der Name eines geschützten Landschaftsbestandteils der Stadt Langenhagen zwischen ihren Ortsteilen Schulenburg-Süd und Engelbostel. In dem 34 Hektar großen Gebiet sind nach zwei rechtsverbindlichen Satzungen der Stadt vor allem das bodenfeuchte Grünland und die Brachflächen unter Schutz gestellt.
Der Name des geschützten Gebietes südlich von Engelbostel bezeichnet zugleich das Fließgewässer, das an der Grenze der hannoverschen Stadtteile Stöcken und Marienwerder als Desbrocksriedegraben in die Leine fließt.